# آبی روشن
نخستین کاربرد ثبت‌شده از آبی روشن به عنوان یک اصطلاح رنگی در انگلیسی در سال ۱۹۱۵ بود.
- در اطلس‌های تاریخی منتشرشده در آلمان، به‌طور سنتی از آبی روشن به عنوان رنگی برای نشان دادن آلمان استفاده می‌شود، در مقابل رنگ صورتی برای انگلستان، بنفش برای فرانسه و سبز روشن برای روسیه به کار می‌رفت.[۳]
- آبی روشن در هندوئیسم: شیوا، ویرانگر، با رنگ‌های آبی روشن به تصویر کشیده می‌شود و نیلی کانتا یا گلوآبی نامیده می‌شود، زیرا در تلاش برای تغییر جریان نبرد بین خدایان و شیطان‌ها، به سود خدایان سم را بلعیده است.